# Shelley Rudman
Shelley-Marie Rudman (ur. 23 marca 1981 w Swindon) – brytyjska skeletonistka, wicemistrzyni olimpijska i mistrzyni świata.

## Kariera
Pierwszy sukces w karierze osiągnęła w styczniu 2006 roku, kiedy zdobyła srebrny medal podczas mistrzostw Europy w Sankt Moritz. Uplasowała się tam między dwoma Szwajcarkami: Mayą Pedersen i Tanją Morel. Miesiąc później Brytyjka zdobyła też srebrny medal na igrzyskach olimpijskich w Turynie, rozdzielając na podium Pedersen oraz Kanadyjkę Mellisę Hollingsworth-Richards.
W zawodach Pucharu Świata pierwsze podium wywalczyła 13 grudnia 2008 roku w Igls, gdzie zwyciężyła, pokonując Niemkę Kerstin Szymkowiak i Rosjankę Swietłanę Trunową. W kolejnych startach jeszcze dwukrotnie plasowała się w najlepszej trójce, w efekcie zajmując drugie miejsce w klasyfikacji generalnej sezonu 2008/2009, za Niemką Marion Trott. W styczniu 2009 roku zdobyła złoty medal na mistrzostwach Europy w Sankt Moritz, pokonując Marion Trott i Mayę Pedersen.
Sezon 2009/2010 również ukończyła na drugim miejscu w klasyfikacji generalnej PŚ. Na podium stawała czterokrotnie, odnosząc przy tym dwa zwycięstwa. Ostatecznie lepsza była tylko Mellisa Hollingsworth, a trzecie miejsce zajęła Kerstin Szymkowiak. Na mistrzostwach Europy w Igls była trzecia za Anją Huber i Szymkowiak. Z igrzysk olimpijskich w Vancouver wróciła jednak bez medalu, zajmując tam szóstą pozycję. Na rozgrywanych rok później mistrzostwach świata w Königssee była czwarta, przegrywając walkę o podium z Hollingsworth o 0,31 sekundy. Zdobyła za to złoty medal podczas mistrzostw Europy w Winterbergu, a w klasyfikacji generalnej sezonu 2010/2011 ponownie była druga.
Najlepsze wyniki w zawodach pucharowych osiągnęła w sezonie 2011/2012, kiedy pięciokrotnie stawała na podium. W efekcie zdobyła Puchar Świata, wyprzedzając Marion Thees i Anję Huber. Na mistrzostwach świata w Lake Placid w 2012 roku nie zdobyła jednak medalu. Rywalizację ukończyła na czwartej pozycji, przegrywając walkę o podium ze swą rodaczką Elizabeth Yarnold o 0,44 sekundy. Zajęła za to trzecie miejsce podczas mistrzostw Europy w Altenbergu.
Jeden z największych sukcesów osiągnęła na mistrzostwach świata w Sankt Moritz w 2013 roku, gdzie zdobyła złoty medal. W zawodach tych wyprzedziła Noelle Pikus-Pace z USA i Kanadyjkę Sarę Reid. Był to pierwszy w historii złoty medal mistrzostw świata w skeletonie wywalczony przez zawodniczkę z Wielkiej Brytanii. Ostatni medal zdobyła podczas mistrzostw Europy w Königssee, gdzie była druga, ulegają tylko Austriaczce Janine Flock. W tym samym roku wystąpiła też na igrzyskach olimpijskich w Soczi, zajmując szesnastą pozycję. Ponadto w klasyfikacji sezonu 2013/2014 zajęła trzecie miejsce, za Elizabeth Yarnold i Noelle Pikus-Pace.

## Osiągnięcia

### Igrzyska olimpijskie
- Turyn 2006 – srebro

### Mistrzostwa świata
- 2013 – złoto

### Mistrzostwa Europy
- 2006 – srebro
- 2009 – złoto

### Puchar Świata
- sezon 2008/2009 – 2.
- sezon 2009/2010 – 2.
- sezon 2010/2011 − 2.
- sezon 2011/2012 − 1.
- sezon 2013/2014 − 3.